# Saitō Yoshitatsu
Saitō Yoshitatsu (斎藤 義龍?; 8 luglio 1527 – 23 giugno 1561) è stato un militare giapponese, samurai e daimyō del periodo Sengoku, appartenente al clan Saitō.
Yoshitatsu era figlio di Saitō Dōsan anche se all'epoca correva voce che non fosse realmente figlio biologico (secondo alcuni era figlio di Toki Yoshinari).
Dōsan iniziò a pensare a suo figlio minore, Nagatatsu, quale erede e Yoshitatsu iniziò a sospettare delle intenzioni del padre. Nonostante fosse affetto da lebbra Yoshitatsu uccise due suoi fratelli minori nel 1555 e dichiarò guerra a Yoshitatsu. Nel maggio 1556 Yoshitatsu guidò un'armata presso il fiume Nagara costringendo Dōsan a schierarsi dall'altra parte del fiume. Le avanguardie di Yoshitatsu attraversarono il fiume e si aprirono un varco presso le linee di Dōsan. Arrivarono quasi al quartier generale di Dōsan prima di essere respinti indietro. Yoshitatsu stesso successivamente guidò una carica e Dōsan. Questa viene ricordata come battaglia di Nagara-gawa.
Yoshitatsu assunse il controllo della provincia di Mino. Dimostrò di essere un valido comandante e fu capace di difendersi da diversi attacchi di Oda Nobunaga che voleva vendicare la morte di Dōsan. Morì di malattia nel 1561.
Il figlio ed erede di Yoshitatsu, Saitō Tatsuoki, fu sconfitto successivamente da Oda Nobunaga e il clan scomparve.